# 東部駅 (慈江道)
東部駅（トンブえき）は朝鮮民主主義人民共和国慈江道江界市に位置する朝鮮民主主義人民共和国鉄道省江界線の駅である。

## 隣の駅
江界線
南門駅 - 東部駅 - 香河駅